# Microsoft Bing
Microsoft Bing（マイクロソフト・ビング）は、Microsoftが提供するポータルサイトのひとつ。開発コンセプトに「意思決定を支援する検索エンジン」を掲げ、他の検索エンジンとの差別化を図っている。
旧名称は Bing、MSN サーチ、Windows Live サーチ、Live サーチがあり、Windows Live サーチはWindows Liveサービスの一つでもあった。初期のコードネームはKumo（クモ）。
Bingの検索エンジンは、Googleとは異なる独自の検索技術を採用しているため、GoogleやYahoo! JAPANとは異なる検索結果を示す。プライバシー保護を謳う検索エンジンDuckDuckGoのソースとしても使用されている。
Bingの検索エンジンは、地方自治体の偽サイトが検索上位に表示されるなど、検索結果の精度や質については問題を指摘されている。

## 沿革

### MSN サーチ
- 1998年
  - MSN サーチとしてInktomiの検索エンジンを利用して立ち上げる。
- 1999年
  - 短期間AltaVistaの検索エンジンが用いられた後、LooksmartとInktomiエンジンを採用する。
- 2004年
  - Microsoft 製検索エンジンを搭載したベータ版がリリースされる。
- 2005年
  - 正式版を立ち上げる。Picsearch（英語）による画像検索も提供開始。

### Windows Live サーチ、Live サーチ
- 2006年
  - 新検索エンジンと置き換え、Windows Live サーチとしてスタート。ウェブだけでなくニュース、画像、音楽、デスクトップ検索が一体化された。
- 2007年
  - 検索サービスをWindows Live サービスから分離し、ブランド名をLive サーチとする[5]。
- 2008年
  - Live Search Books、Live Search Academicサービスの停止。

### Bing
- 2009年
  - 5月 - 新しい検索サービスのブランドとしてBingを発表[1]。翌6月にサービス開始。日本語版ではベータ版としてサービスを開始する。
  - 7月 - 米Yahoo!と提携。Yahoo!がウェブ検索にBingの検索エンジンを搭載することを発表[6]。12月に最終合意。
- 2010年
  - 7月 - Bing日本語版の正式サービスが開始[7]。
- 2020年
  - 10月 - Microsoft Bingへリブランドされる[8][9]。
- 2023年
  - 2月 - Microsoftは、OpenAIの大規模言語モデルを搭載した。

## 提供されているサービス

### ウェブ
ウェブページの検索を行える。時間指定、言語の絞り込みができる。検索結果には、画像検索、動画検索、ニュース検索からの結果も一部表示される。検索によってポイントが貯まるBing Rewardsというサービスも行われている。

### 画像
ウェブページの画像に特化した検索を行える。検索結果は画像で表示される。マウスオーバーで画像サイズ、ファイルサイズ、画像形式などの情報が表示される。検索結果のフィルタリングを行え、サイズ、色、レイアウト（縦長や横長など）、人物、日付の項目が用意されている。

### 動画
動画共有サービスに投稿されている動画に特化した検索を行える。検索結果はサムネイルで表示される。動画共有サービスの一部の結果については、マウスオーバーでハイライトの視聴を行える。検索結果のフィルタリングを行え、長さ、日付、解像度、元データ（検索対象の動画共有サービスの絞り込み）が用意されている。

### 地図
住所、地名や駅名などからの地図検索を行える。図面は「地図」（道路地図）、「概観図」（航空写真）、「交通」（渋滞状況）、「自動」（小縮尺では概観図、大縮尺では地図）が選択でき、概観図では名称表示の有無、傾斜表示の有無を選択できる。傾斜表示を有効にしている場合は、縮尺が大きくなると自動的に傾斜して表示される。ここでは経路検索も行うことができ、検索結果では地図上に経路を示す線を表示する。

### ニュース
ニュースサイトの記事に特化した検索を行える。検索結果は適合度順、日付順で並べ替えられる。多言語には対応していない。

### 旅行
Microsoftが開発した旅行計画サービスである。

## 終了したサービス
Bing以前のものを含む。

### 学術論文
学術論文検索は、Live Search Academicという名称で別にサービスを展開していた。

### エンカルタ
MSN エンカルタ百科事典からの検索結果の表示を行っていた。

### Copilot
2023年2月、MicrosoftはOpenAIが開発しているGPT-4(当初はGPT-3.5)を活用した大規模言語モデル(LLM)を発表・提供を開始した。ChatGPTを筆頭とするOpenAI開発のLLMは2021年9月までのラベルなしテキストを使用して自己教師あり学習によってトレーニングされているが、Bing ChatはGPT-4に組み込まれている情報に加え、Bing内の検索結果等を反映することができ、2021年9月以降の最新情報を提供することができる。また、提供した情報に脚注や出典を付け加えるため、ユーザーにより信用してもらうことが出来るとMicrosoftは説明している。また、チャット機能に限らず文章の生成や分別も可能。当初はMicrosoft Edge限定の機能だった。
またCopilotは、Google一強の検索サービス市場を崩す発端となる可能性がある。Bingのアクティブユーザー数は、Copilotの導入後増加の一途を辿っており、Copilotの導入時を100とすると、Googleは106、Bingは117が最高値となっている。これにはGoogleの会話型AIサービスの導入に関する葛藤が背景にあり、会話型AIサービスのビジネスモデルの確立が十分ではないことをThe NewYork Timesの取材に対し、サンダーピチャイ氏は理由に挙げている。実際Bingと異なり、Google製の会話型AI「Gemini」はGoogleの検索サービスから独立した形で提供されている。

## WindowsとBing
Windowsで提供される検索ボックスはBingに制限されている。また、WindowsのヘルプはBingの検索結果経由で提供される｡